# ألبرت فوكس
ألبرت فوكس (بالإنجليزية: Albert Fox)‏ (20 أبريل 1867 في أستراليا - 24 ديسمبر 1946 في أستراليا) هو لاعب كريكت أسترالي. لعب مع فريق فكتوريا للكريكت.

## وصلات خارجية
- ألبرت فوكس على موقع إي آس بي آن كريك إنفو (الإنجليزية)